# 百拉达法定产区
百拉达（葡萄牙語：Bairrada）是一个位于贝拉省的葡萄牙葡萄酒产地的名称，该地区是出产葡萄牙最高等级葡萄酒的法定产区，（DOC），它地处靠近大西洋的地方，这种地方的气候往往受到海洋气候的影响。该地区北部与Lafões IPR接壤，东部与Dão DOC接壤。该地区由于其添加了柿子椒和黑加仑的深色红葡萄酒以及其新兴的桃红葡萄酒而闻名，百拉达法定产区的边界包含了阿纳迪亚、坎塔赫德、梅阿利亚达、巴艾鲁四个直辖市。

## 历史
百拉达地区开始从事葡萄栽培最早起源于10世纪从摩尔人那独立时，它坐落在波尔图主要的葡萄酒产地的南部，幸运的是从17世纪起百拉达地区的产量就不断上升以供应不断增长的英国市场，将与来自杜罗河的百拉达葡萄酒混合。

## 葡萄
百拉达地区出产的主要葡萄品种有巴格、Borrado das Moscas、弗兰克卡斯特劳、费尔诺皮埃斯、弗兰克卡斯特劳、Rabo de Ovelha和Tinta Pinheira。

## 其他
- 葡萄牙葡萄酒产地列表